# Sjuck van Burmania Rengers
Sjuck Gerrolt Juckema baron van Burmania Rengers (Leeuwarden 6 maart 1713 - IJsbrechtum 30 maart 1784), bijgenaamd Lange Sjuck, was heer van Oosterbroek en Cammingaborg, grietman van Franekeradeel (1732), grietman en dijkgraaf van Wymbritseradeel (1747), curator van de Hogeschool van Franeker en gedeputeerde in de Staten-Generaal in 1746, 1749, 1751-1755, 1761-1763. Vervolgens had hij zitting in de Raad van State.

## Biografie
Sjuck van Burmania Rengers werd geboren in de Friese hoofdstad als zoon van Egbert Rengers (1687-1745), heer van Farmsum, Tuinga, Oldenhuis en Tammingahuizen, bewindvoerder van de Vereenigde Oostindische Compagnie, gecommitteerde in de raad der Ommelanden en curator van de Groninger Hogeschool, en diens eerste echtgenote Titia Barbara van Burmania (1686-1714). Hij woonde op de Epemastate na zijn huwelijk in 1743 met Odilia Amelia des H.R. rijksgravin van Welderen (24 november 1723 - 19 oktober 1788). Hij overleed op 71-jarige leeftijd. Al voor zijn overlijden had hij in 1781 de havezate Oosterbroek verkocht aan de Groninger advocaat en ondernemer Tonco Modderman.
Hij was de vader van Egbert van Burmania Rengers (1745-1806), burgemeester van Leeuwarden en lid van het Staatsbewind en van Duco Gerrolt Rengers van Farmsum (1750-1810), onder andere lid van het Wetgevend Lichaam.

## Galerij

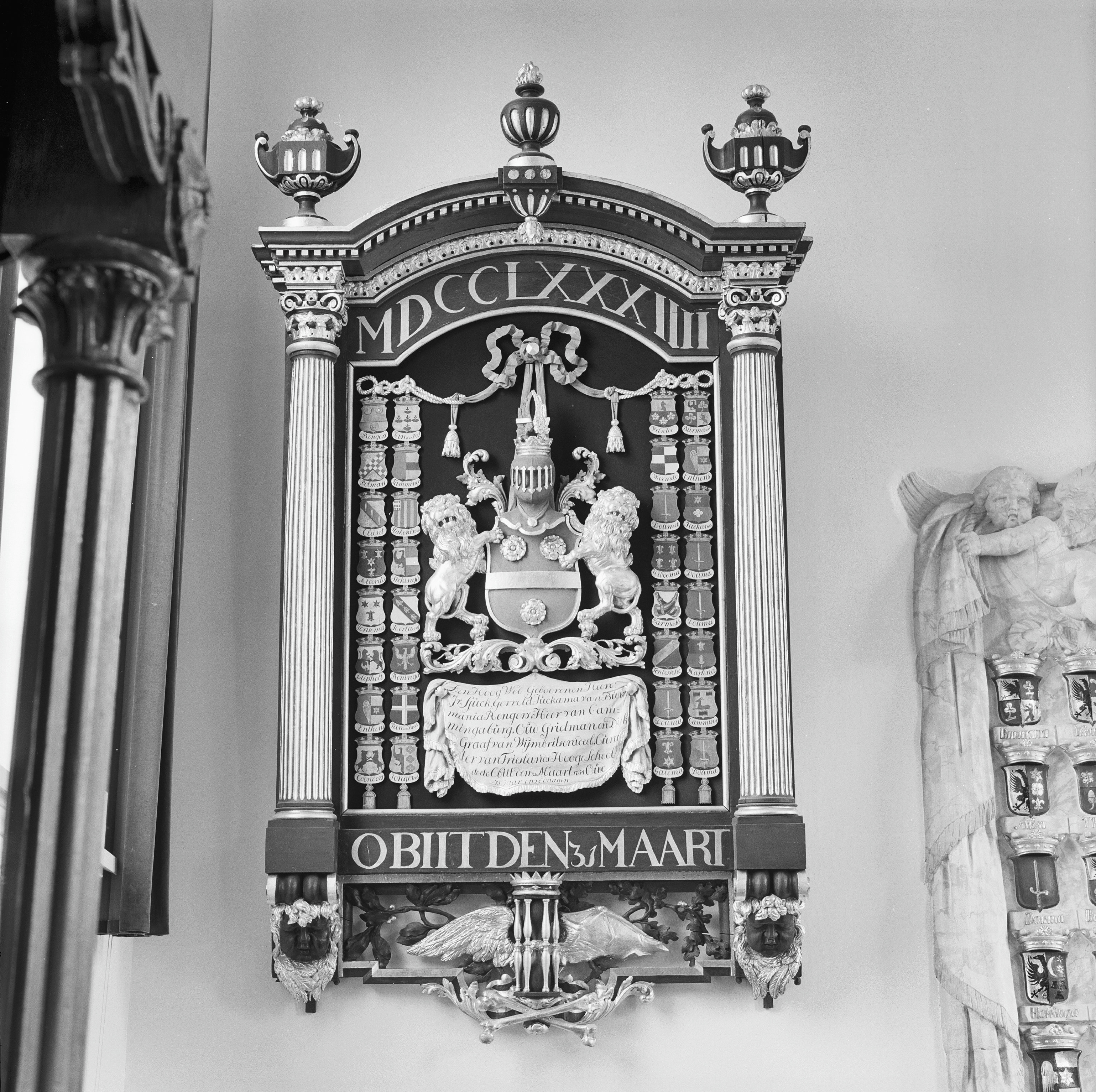
Rouwbord van jonker Sjuck van Burmania Rengers in de kerk van IJsbrechtum
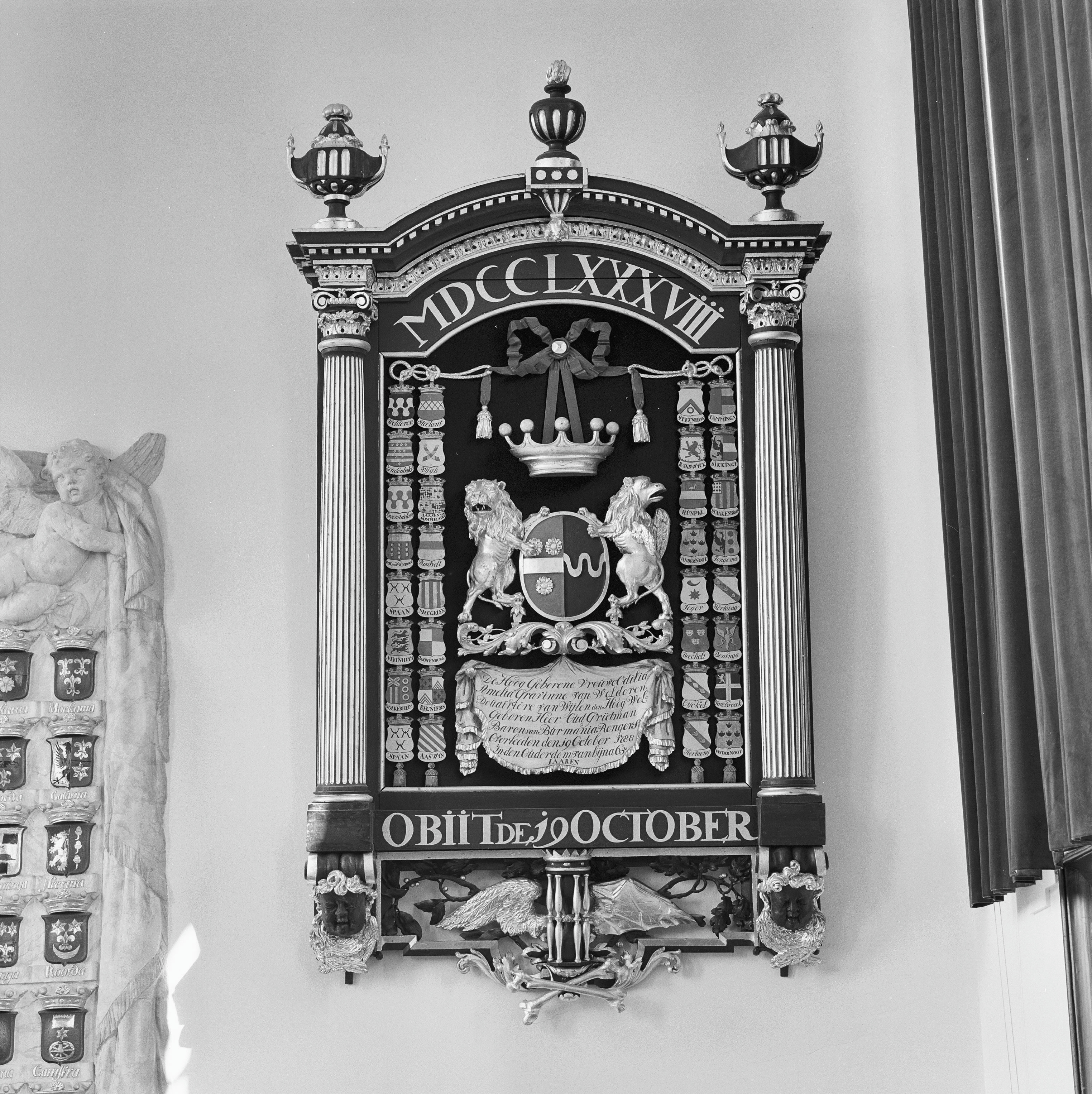
Rouwbord van de vrouw van Van Burmania Rengers, Odilia Amelia des H.R. rijksgravin van Welderen in de kerk van IJsbrechtum